# Liste des cours d'eau de l'Oise
Pour un article plus général, voir Géographie de l'Oise.

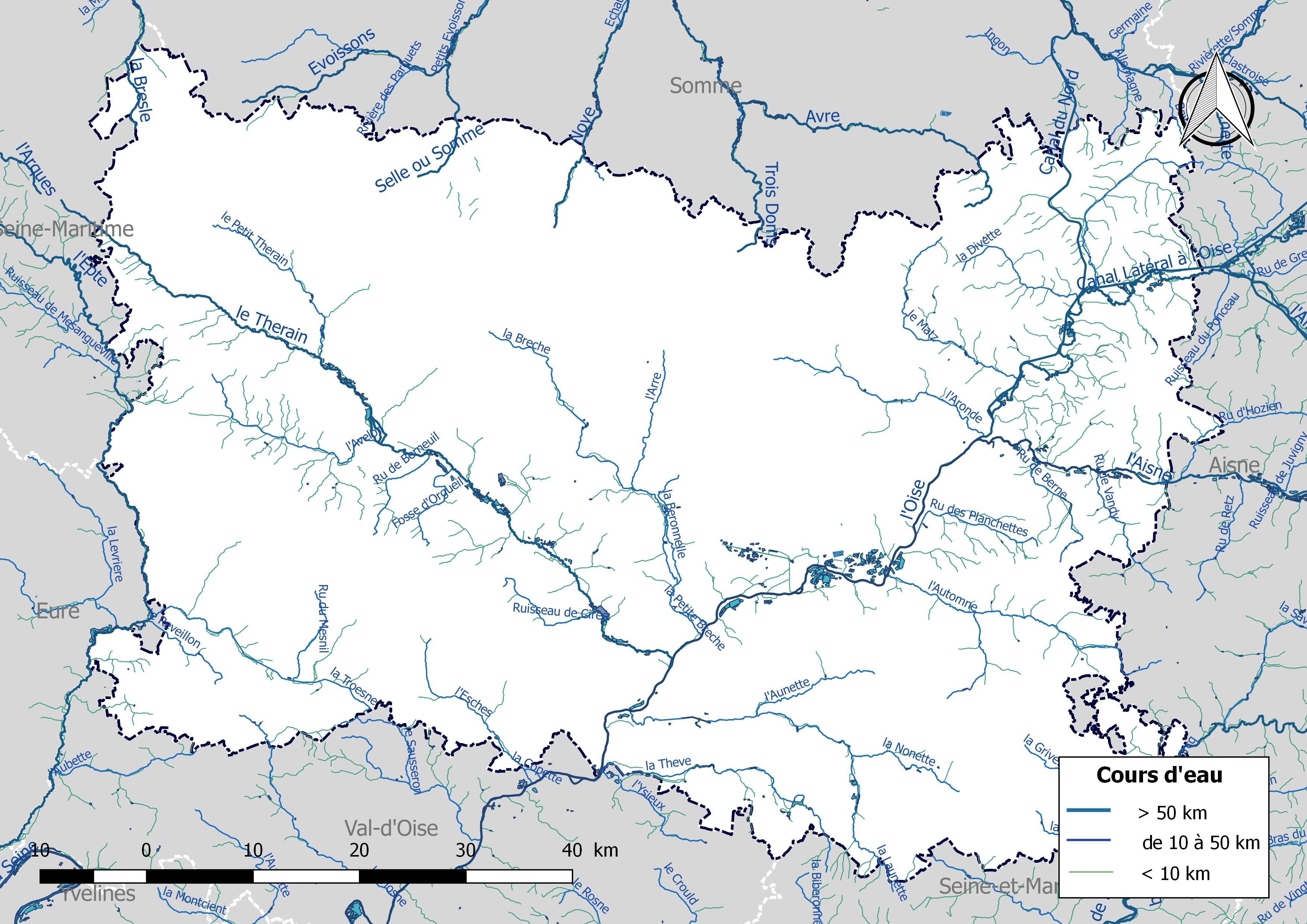
Réseau hydrographique du département de l'Oise.

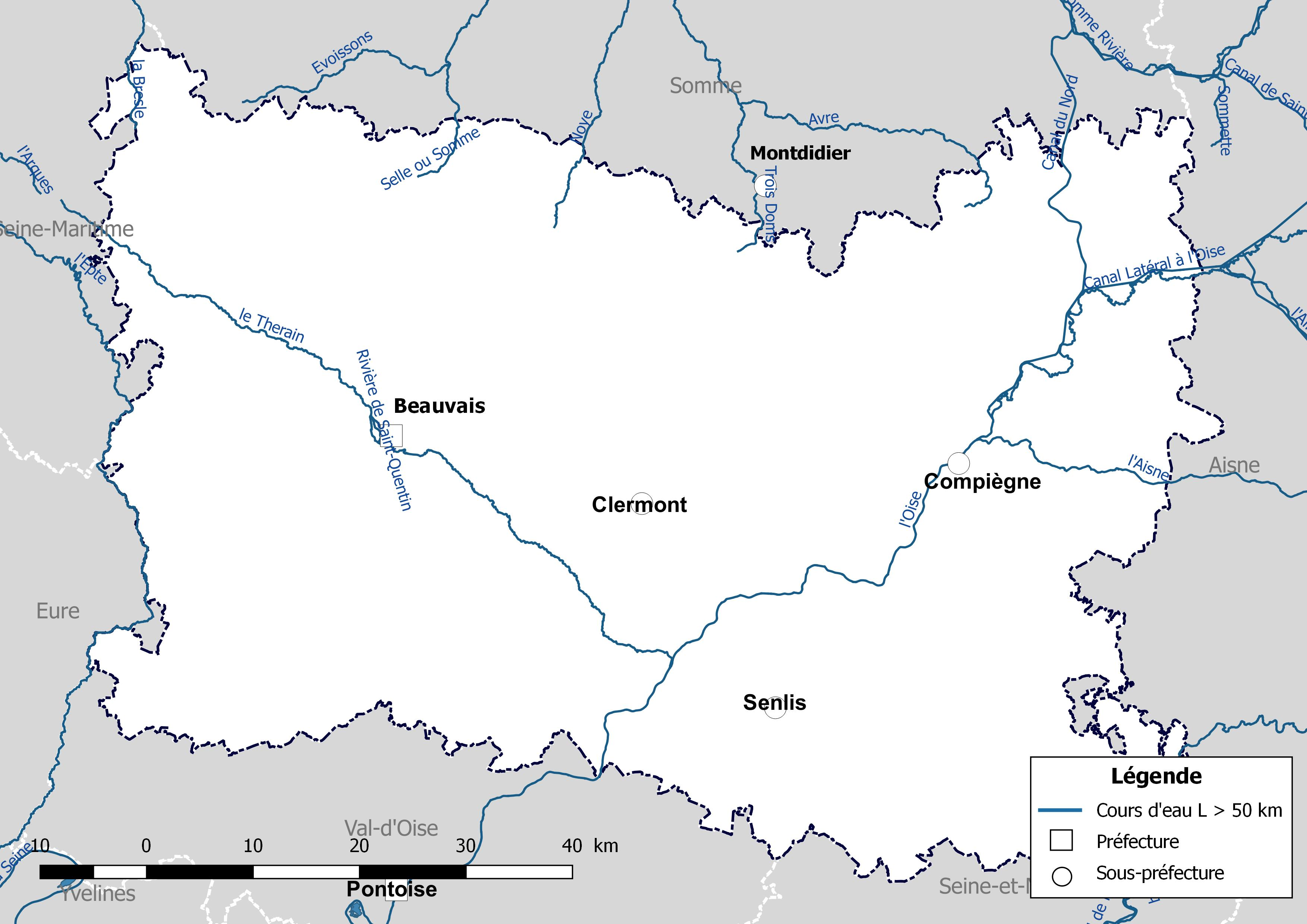
Carte des cours d'eau de longueur supérieure à 50 km drainant le département de l'Oise.

La liste des cours d'eau de l'Oise présente les principaux cours d'eau , de longueur supérieure à 10 km, traversant pour tout ou partie le territoire du département français de l'Oise dans la région Hauts-de-France, anciennement Picardie.
Les cours d'eau sont ordonnés selon leur origine naturelle (fleuve, rivières ou ruisseaux) ou artificielle (canaux). Pour chacun d'entre eux sont précisés : sa classe, sa longueur totale, le cours d'eau dans lequel il se jette (confluence), le bassin collecteur auquel il appartient, le nombre de départements et de communes traversés et le nom des communes qu'il irrigue dans le département de l'Oise.

## Cours d'eau naturels

### Définition
Jusqu'en 2016, aucun texte législatif ne définissait la notion de cours d’eau. Ce n'est qu'avec la loi du 8 août 2016 pour la reconquête de la biodiversité, de la nature et des paysages que cette lacune est comblée. L'article 118 de cette loi insère un nouvel article L. 215-7-1 dans le code de l'environnement précisant que « constitue un cours d'eau un écoulement d'eaux courantes dans un lit naturel à l'origine, alimenté par une source et présentant un débit suffisant la majeure partie de l'année. L'écoulement peut ne pas être permanent compte tenu des conditions hydrologiques et géologiques locales. ». Ainsi les deux principaux critères retenus sont :
- la présence et la permanence d’un lit naturel à l’origine, ce qui distingue les cours d’eau (artificialisés ou non) des fossés et canaux creusés par la main de l’homme ;
- la permanence d’un débit suffisant une majeure partie de l’année, critère qui doit être évalué en fonction des conditions climatiques et hydrologiques locales.

### Cours d'eau permanents de longueur supérieure ou égale à10km
La base de données Carthage est le référentiel du réseau hydrographique français. Cette base est réalisée à partir de la couche hydrographie de la base de données Carto enrichie par le ministère chargé de l'environnement et les agences de l'eau avec le découpage du territoire en zones hydrographiques d'une part et la codification de ces zones et du réseau hydrographique d'autre part. De cette base, il ressort que le réseau hydrographique de l'Oise comprend 86 cours d'eau permanents de longueur supérieure à 10 km et dont le cours est en partie ou en totalité dans le département de l'Oise.
Le référentiel national hiérarchise le réseau en sept classes selon l'importance décroissante des cours d'eau. Le tableau ci-après regroupe tous les cours d'eau irriguant pour tout ou partie du département et appartenant à l'une des classes 1 à 4. Pour chacune de ces classes les caractéristiques des cours d'eau sont les suivantes : 
- 1 : longueur supérieure à 100 km ou tout cours d’eau se jetant dans une embouchure logique[note 1] et d'une longueur supérieure à 25 km ;
- 2 : longueur comprise entre 50 et 100 km ou tout cours d’eau se jetant dans une embouchure logique et d’une longueur supériOise à 10 km ;
- 3 : longueur comprise entre 25 et 50 km ;
- 4 : longueur comprise entre 10 et 25 km.

| Nom du cours d'eau   | Classe | Longueur totale en km | Confluence            | Bassin collecteur | Départements irrigués  | Communes irriguées | Communes irriguées | Communes irriguées |
| Nom du cours d'eau   | Classe | Longueur totale en km | Confluence            | Bassin collecteur | Départements irrigués  | Nb total           | Nb ds le dép.      | Communes du département |
| -------------------- | ------ | --------------------- | --------------------- | ----------------- | ---------------------- | ------------------ | ------------------ | --- |
| Aisne                | 1      | 355,9                 | l'Oise                | la Seine          | 5 (02, 08, 51, 55, 60) | 130                | 12                 | Attichy, Berneuil-sur-Aisne, Bitry, Choisy-au-Bac, Clairoix, Compiègne, Couloisy, Courtieux, Cuise-la-Motte, Jaulzy, Rethondes, Trosly-Breuil. |
| Allemagne            | 3      | 13,1                  | la Somme Canalisée    | la Somme          | 2 (60, 80)             | 7                  | 2                  | Fréniches, Libermont. |
| Aronde               | 3      | 26,4                  | l'Oise                | la Seine          | 1 (60)                 | 13                 | 13                 | Bienville, Braisnes, Clairoix, Coudun, Gournay-sur-Aronde, Hémévillers, Monchy-Humières, Montiers, Montmartin, Moyenneville, Neufvy-sur-Aronde, Remy, Wacquemoulin. |
| Arré                 | 4      | 15,7                  | la Brêche             | la Seine          | 1 (60)                 | 8                  | 8                  | Agnetz, Airion, Avrechy, Clermont, Fitz-James, Saint-Just-en-Chaussée, Saint-Remy-en-l'Eau, Valescourt. |
| Aunette              | 4      | 14,1                  | la Nonette            | la Seine          | 1 (60)                 | 7                  | 7                  | Barbery, Brasseuse, Chamant, Courteuil, Ognon, Rully, Senlis. |
| Automne              | 3      | 33,9                  | l'Oise                | la Seine          | 2 (02, 60)             | 21                 | 18                 | Béthancourt-en-Valois, Béthisy-Saint-Martin, Béthisy-Saint-Pierre, Bonneuil-en-Valois, Feigneux, Fresnoy-la-Rivière, Gilocourt, Glaignes, Longueil-Sainte-Marie, Morienval, Orrouy, Russy-Bémont, Saintines, Saint-Sauveur, Vauciennes, Vauciennes, Verberie, Vez. |
| Avelon               | 4      | 23                    | Rivière de Saint-Just | la Seine          | 1 (60)                 | 12                 | 12                 | Beauvais, Blacourt, Goincourt, Lachapelle-aux-Pots, Ons-en-Bray, Rainvillers, Saint-Aubin-en-Bray, Saint-Germain-la-Poterie, Saint-Paul, Senantes, Villembray, Aux Marais. |
| Avre                 | 1      | 66,2                  | la Somme              | la Somme          | 2 (60, 80)             | 33                 | 3                  | Amy, Avricourt, Crapeaumesnil. |
| Béronnelle           | 4      | 13,4                  | la Brêche             | la Seine          | 1 (60)                 | 6                  | 6                  | Bailleval, Breuil-le-Sec, Erquery, Fitz-James, Liancourt, Mogneville. |
| Brêche               | 3      | 45,5                  | l'Oise                | la Seine          | 1 (60)                 | 20                 | 20                 | Agnetz, Bailleval, Breuil-le-Sec, Breuil-le-Vert, Bulles, Cauffry, Clermont, Essuiles, Étouy, Fitz-James, Laigneville, Liancourt, Litz, Mogneville, Monchy-Saint-Éloi, Montreuil-sur-Brêche, Nogent-sur-Oise, Rantigny, Reuil-sur-Brêche, Villers-Saint-Paul. |
| Bresle               | 1      | 68,1                  | Manche                | la Bresle         | 3 (60, 76, 80)         | 30                 | 4                  | , Lannoy-Cuillère, Quincampoix-Fleuzy, Saint-Valery. |
| Divette              | 4      | 15,1                  | l'Oise                | la Seine          | 1 (60)                 | 10                 | 10                 | Cannectancourt, Cuy, Dives, Évricourt, Lassigny, Passel, Plessis-de-Roye, Pont-l'Évêque, Thiescourt, Ville. |
| Epte                 | 1      | 112,5                 | la Seine              | la Seine          | 5 (27, 60, 76, 78, 95) | 47                 | 8                  | Boury-en-Vexin, Courcelles-lès-Gisors, Éragny-sur-Epte, Saint-Germer-de-Fly, Saint-Pierre-es-Champs, Saint-Quentin-des-Prés, Sérifontaine, Talmontiers. |
| Esches               | 4      | 20,2                  | l'Oise                | la Seine          | 2 (60, 95)             | 7                  | 6                  | Belle-Église, Bornel, Chambly, Esches, Bornel, Méru. |
| Fosse d'Orgueil      | 4      | 11,9                  | le Thérain            | la Seine          | 1 (60)                 | 4                  | 4                  | Allonne, Saint-Sulpice, Therdonne, Warluis. |
| Gergogne             | 4      | 12,4                  | Canal de l'Ourcq      | la Seine          | 2 (60, 77)             | 6                  | 5                  | Acy-en-Multien, Bouillancy, Réez-Fosse-Martin, Rosoy-en-Multien, Rouvres-en-Multien. |
| Grivette             | 4      | 15,3                  | Canal de l'Ourcq      | la Seine          | 1 (60)                 | 8                  | 8                  | Antilly, Betz, Boullarre, Étavigny, Lévignen, Mareuil-sur-Ourcq, Neufchelles, Thury-en-Valois. |
| Launette             | 4      | 16                    | la Nonette            | la Seine          | 2 (60, 77)             | 7                  | 5                  | Ermenonville, Ève, Fontaine-Chaalis, Lagny-le-Sec, Ver-sur-Launette. |
| Matz                 | 4      | 24,9                  | l'Oise                | la Seine          | 1 (60)                 | 17                 | 17                 | Biermont, Cambronne-lès-Ribécourt, Canny-sur-Matz, Chevincourt, Élincourt-Sainte-Marguerite, Laberlière, Machemont, Marest-sur-Matz, Margny-sur-Matz, Marquéglise, Mélicocq, La Neuville-sur-Ressons, Ressons-sur-Matz, Ricquebourg, Roye-sur-Matz, Thourotte, Vandélicourt. |
| Nonette              | 3      | 40,4                  | l'Oise                | la Seine          | 1 (60)                 | 14                 | 14                 | Avilly-Saint-Léonard, Baron, Borest, Chantilly, Courteuil, Fontaine-Chaalis, Gouvieux, Mont-l'Évêque, Montlognon, Nanteuil-le-Haudouin, Saint-Leu-d'Esserent, Senlis, Versigny, Vineuil-Saint-Firmin. |
| Noye                 | 1      | 33,3                  | l'Avre                | la Seine          | 2 (60, 80)             | 14                 | 3                  | Breteuil, Paillart, Vendeuil-Caply. |
| Oise                 | 1      | 341,1                 | la Seine              | la Seine          | 5 (02, 59, 60, 78, 95) | 139                | 53                 | Appilly, Armancourt, Baboeuf, Bailly, Beaurepaire, Béhéricourt, Boran-sur-Oise, Brenouille, Brétigny, Cambronne-lès-Ribécourt, Chiry-Ourscamp, Choisy-au-Bac, Clairoix, Compiègne, Creil, Gouvieux, Houdancourt, Janville, Jaux, Lacroix-Saint-Ouen, Longueil-Annel, Longueil-Sainte-Marie, Margny-lès-Compiègne, Le Meux, Montataire, Montmacq, Morlincourt, Nogent-sur-Oise, Noyon, Passel, Pimprez, Le Plessis-Brion, Pont-l'Évêque, Pontoise-lès-Noyon, Pontpoint, Pont-Sainte-Maxence, Précy-sur-Oise, Rhuis, Ribécourt-Dreslincourt, Rieux, Rivecourt, Saint-Léger-aux-Bois, Saint-Leu-d'Esserent, Saint-Maximin, Salency, Sempigny, Thourotte, Varesnes, Venette, Verberie, Verneuil-en-Halatte, Villers-Saint-Paul, Villers-sous-Saint-Leu. |
| Ourcq                | 2      | 86,5                  | la Marne              | la Seine          | 3 (02, 60, 77)         | 36                 | 4                  | Mareuil-sur-Ourcq, Marolles, Neufchelles, Varinfroy. |
| Petit Thérain        | 4      | 20,7                  | le Thérain            | la Seine          | 1 (60)                 | 8                  | 8                  | Achy, Marseille-en-Beauvaisis, Milly-sur-Thérain, Omécourt, Roy-Boissy, Saint-Deniscourt, Saint-Omer-en-Chaussée, Thérines. |
| Réveillon            | 4      | 11,2                  | l'Epte                | la Seine          | 2 (27, 60)             | 6                  | 5                  | Boubiers, Chambors, Delincourt, Lattainville, Reilly. |
| Rivière Sainte-Marie | 4      | 11,4                  | l'Automne             | la Seine          | 1 (60)                 | 5                  | 5                  | Auger-Saint-Vincent, Duvy, Glaignes, Orrouy, Séry-Magneval. |
| Ru d'Allan           | 4      | 17                    |                       | la Seine          | 2 (02, 60)             | 11                 | 2                  | Mareuil-sur-Ourcq, Marolles. |
| Ru de Berne          | 4      | 13,9                  | l'Aisne               | la Seine          | 1 (60)                 | 3                  | 3                  | Compiègne, Pierrefonds, Vieux-Moulin. |
| Ru de Berneuil       | 4      | 11,8                  | le Thérain            | la Seine          | 1 (60)                 | 3                  | 3                  | Allonne, Berneuil-en-Bray, Frocourt. |
| Ru de Vandy          | 4      | 16,1                  | l'Aisne               | la Seine          | 2 (02, 60)             | 7                  | 4                  | Chelles, Croutoy, Cuise-la-Motte, Saint-Étienne-Roilaye. |
| Ru des Planchettes   | 4      | 14,7                  | l'Oise                | la Seine          | 1 (60)                 | 4                  | 4                  | Compiègne, Lacroix-Saint-Ouen, Le Meux, Saint-Jean-aux-Bois. |
| Ru d'Hozien          | 4      | 18,5                  | l'Aisne               | la Seine          | 2 (02, 60)             | 12                 | 1                  | Autrêches. |
| Ru du Mesnil         | 4      | 10,7                  | la Troesne            | la Seine          | 1 (60)                 | 5                  | 5                  | Fleury, Fresneaux-Montchevreuil, Fresne-Léguillon, Le Mesnil-Théribus, Senots. |
| Ruisseau de Cires    | 4      | 13,6                  | le Thérain            | la Seine          | 1 (60)                 | 5                  | 5                  | Balagny-sur-Thérain, Cauvigny, Cires-lès-Mello, Foulangues, Ully-Saint-Georges. |
| Sausseron            | 4      | 24,2                  | l'Oise                | la Seine          | 2 (60, 95)             | 12                 | 2                  | Amblainville, Neuville-Bosc. |
| Selle                | 1      | 39,2                  | Basse Selle           | la Seine          | 2 (60, 80)             | 18                 | 3                  | Catheux, Croissy-sur-Celle, Fontaine-Bonneleau. |
| Thérain              | 2      | 94,4                  | l'Oise                | la Seine          | 2 (60, 76)             | 43                 | 40                 | Allonne, Angy, Bailleul-sur-Thérain, Balagny-sur-Thérain, Beauvais, Bonnières, Bury, Canny-sur-Thérain, Cires-lès-Mello, Cramoisy, Crillon, Escames, Fontenay-Torcy, Fouquenies, Haucourt, Heilles, Herchies, Héricourt-sur-Thérain, Hermes, Hondainville, Lachapelle-sous-Gerberoy, Martincourt, Maysel, Mello, Milly-sur-Thérain, Montataire, Montreuil-sur-Thérain, Mouy, Rochy-Condé, Saint-Félix, Saint-Leu-d'Esserent, Saint-Samson-la-Poterie, Saint-Vaast-lès-Mello, Songeons, Sully, Therdonne, Troissereux, Villers-Saint-Sépulcre, Vrocourt, Warluis. |
| Thève                | 3      | 33,6                  | l'Oise                | la Seine          | 3 (60, 77, 95)         | 13                 | 10                 | Boran-sur-Oise, Coye-la-Forêt, Fontaine-Chaalis, Lamorlaye, Mortefontaine, Orry-la-Ville, Plailly, Pontarmé, Thiers-sur-Thève, Ver-sur-Launette. |
| Troesne              | 3      | 27,1                  | l'Epte                | la Seine          | 2 (27, 60)             | 12                 | 11                 | Chaumont-en-Vexin, Fay-les-Étangs, Fleury, Hénonville, Ivry-le-Temple, Liancourt-Saint-Pierre, Monneville, Monts, Tourly, Trie-Château, Trie-la-Ville. |
| Trois Doms           | 2      | 19,9                  | l'Avre                | la Seine          | 2 (60, 80)             | 12                 | 3                  | Domfront, Dompierre, Royaucourt. |
| Verse                | 4      | 23                    | l'Oise                | la Seine          | 2 (02, 60)             | 15                 | 11                 | Beaurains-lès-Noyon, Berlancourt, Bussy, Crisolles, Genvry, Guiscard, Muirancourt, Noyon, Pont-l'Évêque, Sempigny, Villeselve. |
| Viosne               | 3      | 28,8                  | l'Oise                | la Seine          | 2 (60, 95)             | 14                 | 3                  | Bouconvillers, Lavilletertre, Lierville. |
| Ysieux               | 4      | 15,2                  | l'Ysieux              | la Seine          | 2 (60, 95)             | 10                 | 1                  | Boran-sur-Oise. |

## Canaux
Deux canaux traversent le territoire du département.
| Nom du cours d'eau     | Classe | Longueur totale en km | Confluence   | Bassin collecteur | Départements irrigués | Communes irriguées | Communes irriguées | Communes irriguées |
| Nom du cours d'eau     | Classe | Longueur totale en km | Confluence   | Bassin collecteur | Départements irrigués | Nb total           | Nb ds le dép.      | Communes du département |
| ---------------------- | ------ | --------------------- | ------------ | ----------------- | --------------------- | ------------------ | ------------------ | --- |
| Canal de l'Ourcq       | 2      | 96,5                  | la Beuvronne | la Seine          | 4 (60, 75, 77, 93)    | 33                 | 3                  | Mareuil-sur-Ourcq, Neufchelles, Varinfroy. |
| Canal latéral à l'Oise | 1      | 35,2                  | l'Oise       | la Seine          | 2 (02, 60)            | 21                 | 16                 | Appilly, Baboeuf, Béhéricourt, Cambronne-lès-Ribécourt, Chiry-Ourscamp, Janville, Longueil-Annel, Morlincourt, Noyon, Passel, Pimprez, Pont-l'Évêque, Ribécourt-Dreslincourt, Salency, Sempigny, Thourotte. |

## Hydrologie
la Banque Hydro a référencé les cours d'eau suivants : 

### Anciennes stations de mesures
- l'Aronde à Clairoix[note 3][BH 1]
- l'Epte à Éragny-sur-Epte[note 4],[BH 2]
- la Nonette à Courteuil (Saint-Nicolas d'Acy)[note 3][BH 3]
- la Verse à Noyon[note 4],[BH 4]
- l'Oise :
  - à Creil (aval)[note 5],[BH 5], à Pont-Sainte-Maxence[BH 6]

### Stations à l'étude
- l'Aisne à Choisy-au-Bac[note 4],[BH 7]

### Stations sans débits
- l'Aisne à Choisy-au-Bac (Carandeau)[note 4],[BH 8]
- l'Aronde :
  - à Braisnes[note 4],[BH 9] à Gournay-sur-Aronde (Arsonval la féculerie)[note 5],[BH 10], à Moyenneville[note 5],[BH 11], à Wacquemoulin[note 5],[BH 12]
- l'Epte à Sérifontaine[note 4],[BH 13]
- l'Oise :
  - à Le Plessis-Brion[note 4],[BH 14], à Venette[note 4],[BH 15], à Verberie[note 4],[BH 16]

### Stations en activité en 2020
- l'Aisne à Trosly-Breuil[BH 17]
- l'Aronde à Clairoix[note 6][BH 18]
- l'Automne : 
  - à Saintines (35 m d'altitude, 279 km2)[BH 19], à Vauciennes (73 m d'altitude, 32 km2)[BH 20]
- l'Avelon à Goincourt[BH 21]
- la Brêche à Nogent-sur-Oise[BH 22]
- la Divette à Passel[BH 23]
- l'Esches à Bornel[BH 24]
- la Launette à Ver-sur-Launette[BH 25]
- la Nonette à Courteuil (Saint-Nicolas d'Acy)[note 7][BH 26]
- l'Oise :
  - à Creil (26 m d'altitude, 14 200 km2)[BH 27], à Sempigny (33 m d'altitude, 4 290 km2)[BH 28]
- Le Petit Thérain à Saint-Omer-en-Chaussée[BH 29]
- le Thérain :
  - à Beauvais (80 m d'altitude, 747 km2)[BH 30], à Bonnières (85 m d'altitude, 202 km2)[BH 31], à Maysel (33 m d'altitude, 1 200 km2)[BH 32]
- la Sainte-Marie à Glaignes[BH 33]

## Organisme de bassinou organisme gestionnaire
- Les cours d'eau du bassin de l'Oise sont supervisés par l'EPTB Oise-Aisne ou Entente Oise-Aisne.

- Les cours d'eau du bassin de la Somme sont supervisés par l'AMEVA ou syndicat mixte d'aménagement et de valorisation du bassin de la Somme[6] : Allemagne, Avre, Beine, Noye, Selle, Trois Doms.